# Dawson Saloon
Le Dawson Saloon est un bâtiment américain situé à Stephenville, au Texas. Cet ancien saloon aujourd'hui utilisé comme café est un Recorded Texas Historic Landmark depuis 2016. Il relève en outre du district historique de Stephenville Downtown, inscrit au Registre national des lieux historiques depuis le 23 avril 2018.